# Straszewo Białostockie
Straszewo Białostockie – zamknięty przystanek osobowy w Straszewie na linii kolejowej nr 37, w województwie podlaskim, w Polsce.